# У богатой госпожи
«У богатой госпожи» (латыш. Pie bagātās kundzes), СССР, 1969 — художественный фильм. Экранизация романа Андрея Упита «Улыбающийся лист». В сценарии использована сюжетная линия новелл «У богатой госпожи», «Номер на шее», «Цветы на песке» и «Фридис».

## Сюжет
Рига, 30-е годы XX века. Интеллигентный безработный Ольгерт Курмис может изъясниться на английском и французском языках и знает латынь, но сейчас довольствуется обязанностями носильщика. Ему не в тягость заниматься тем, что попадается под руку.
Вместе со своим другом, бродягой Фридисом он выполняет мелкие поручения господина Калнкайса и его жены. У супружеской четы есть заветная цель: любым способом добиться избрания господина Калнкайса депутатом Сейма.
Ольгерт чувствует себя ответственным за судьбу Эммы Карклс — девушки, получившей небольшой срок за мелкую кражу и недавно вышедшей из тюрьмы. Она работает прислугой в доме у Калнкайсов. Помогая своим новым знакомым расклеивать по городу предвыборные плакаты партии господина Калнкайса, Эмма попала в полицию и была арестована за «политику». Они умудрились наклеивать листовки таким образом, что номер 49 читался как 19 — номер списка Рабочей партии.

## Дополнительные факты

У витрины большого города.

Режиссёр и автор сценария Леонид Лейманис прекрасно разбирался в материале, он сам был деятельным участником общественной жизни в Латвии 30-х годов. Жанр фильма был обозначен как политический фарс из жизни буржуазной республики, что облегчило его прохождение по разным инстанциям. Свою роль сыграло и то, что жив был автор литературного источника, классик латышской литературы, Андрей Упит.
Для Рижской киностудии это был второй опыт работы с произведением А. Упита. В 1956 году Варис Круминьш и Марис Рудзитис делали диплом по роману «Причины и следствия». Теперь экранизацию доверили опытному мастеру.
Сейчас трудно представить другого исполнителя роли Ольгерта Курмиса, но первоначально было запланировано снимать Улдиса Пуцитиса. Только нестыковка в графике съёмок (он в это время находился на студии им. А. Довженко), позволила утвердить Эдуарда Павулса.
Премьера фильма состоялась 27 августа 1969 года в московском кинотеатре «Рига». В зале присутствовали актёры Московского драматического театра им. Н. В. Гоголя, принявшие участие в озвучивании фильма и дубляже его на русский язык.

## В ролях
- Эдуард Павулс — Ольгерт Курмис
- Лига Лиепиня — Эмма Карклс
- Карлис Себрис — Фридис
- Лилия Жвигуле — мать Эммы
- Луйс Шмитс — господин Калнкайс
- Зигрида Стунгуре — Ева, жена господина Калнкайса
- Велта Лине — прислуга
- Юрис Леяскалнс — Гейнсе
- Рудольф Крейцумс — Карклс
- Эвалдс Валтерс — эпизод
- Волдемар Зандбергс — эпизод
- Янис Осис — эпизод
- Волдемар Лобиньш — моряк

## Съёмочная группа
- Режиссёр: Леонид Лейманис
- Автор сценария: Леонид Лейманис
- Оператор: Мартиньш Клейнс
- Художник: Лаймдонис Грасманис
- Композитор: Маргерс Зариньш